# 5130 Ilioneus
5130 Ilioneus este o planetă minoră (asteroid), cu un diametru de 60,711 km, din Asteroid troian al lui Jupiter. A fost descoperită pe 30 septembrie 1989 la Observatorul Palomar de Carolyn S. Shoemaker și a fost numită după Ilioneus⁠(d). 
Obiectul prezintă o orbită caracterizată de o semiaxă mare de 5,2094076 UAi, o excentricitate de 0,01, o înclinație de 15,73943 ° în raport cu ecliptica.